# Tårnet (Antarktika)
Tårnet (norwegisch für Turm) ist eine markante Felsnadel im ostantarktischen Königin-Maud-Land. Im Gebirge Sør Rondane ragt sie an der Nordwestseite des Bergs Bergersenfjella auf.
Norwegische Kartografen, die sie auch deskriptiv benannten, kartierten die Felsnadel 1957 anhand von Luftaufnahmen der US-amerikanischen Operation Highjump (1946–1947).